# NGC 7627
NGC 7627 (NGC 7641) é uma galáxia espiral (Sa) localizada na direcção da constelação de Pegasus. Possui uma declinação de +11° 53' 37" e uma ascensão recta de 23 horas, 22 minutos e 30,8 segundos.
A galáxia NGC 7627 foi descoberta em 24 de Setembro de 1873 por Édouard Jean-Marie Stephan.